# Steve Robertson
Steve Robertson, född 4 juli 1964 i Hackney i London, är en brittisk racerförare och förarmanager.

## Racingkarriär
Robertson tävlade i det brittiska mästerskapet i formel 3, där han slutade på tredje plats sammanlagt säsongen 1990 bakom Mika Häkkinen och Mika Salo. Han tävlade därefter i formel 3000 och Indy Lights. I Lights blev Robertson trea i mästerskapet 1993, innan han tog sin enda stora titel under karriären 1994, körande för Tasman Motorsports. Efter ett års uppehåll från racingen körde Roberston för Fords fabriksstall i BTCC 1996, men nådde inga framgångar, och hans tid i serien komms mest ihåg för att han snurrade framför teamkollegan Paul Radisich på Donington Park, som körde in i Robertsons bil, vilket gjorde att båda tvingades bryta tävlingen.
Efter förarkarriären samarbetade Robertson med sin far Dave, och satte upp ett managementföretag för racerförare. Idag sköter duon om Kimi Räikkönen och Anthony Davidson, och vid millennieskiftet ingick även Jenson Button i stallet. Robertson satte även upp raceteamet Double R Racing (Räikkönen Robertson Racing) i bland annat formel 3.